# Thinadhoo (Gaafu Dhaalu)
Thinadhoo är en ö i Huvadhuatollen i Maldiverna.  Den ligger i administrativa atollen Gaafu Dhaalu atoll, i den södra delen av landet, 410 km söder om huvudstaden Malé.  FLygplatsen Kaadedhdhoo Airport ligger på en ö 5 kilometer söder om Thinadhoo.